# Connie Francis at the Copa
Connie Francis at the Copa es el primer álbum en vivo de la cantante estadounidense Connie Francis, publicado en enero de 1961 a través de MGM Records.

## Lanzamiento y recepción
Joe Viglione de AllMusic escribió qué Connie Francis at the Copa "es un archivo decente de la cantante de pop actuando en vivo en New York City con una orquesta conducida por Joe Mele. La selección de 10 canciones incluye un medley de 5 canciones de Al Jolson y uno de 2 de "When the Saints Come Marching In" con "Bill Bailey, Won't You Please Come Home" – poniendo énfasis en estándares que en sus grandes exitosos."
Connie Francis at the Copa fue reeditada en CD en 2012 a través de Hallmark Music & Entertainment.

## Lista de canciones
Créditos adaptados desde las notas del álbum.
| Lado uno |                                                                                  |          |  |
| N.º      | Título                                                                           | Duración |  |
| 1.       | «Ol' Man Mose»                                                                   | 1:59     |  |
| 2.       | «It All Depends on You»                                                          | 2:27     |  |
| 3.       | «Many Tears Ago»                                                                 | 1:31     |  |
| 4.       | «You Always Hurt the One You Love»                                               | 2:42     |  |
| 5.       | «Medley» - I. «Shein Vi De L'vone» - II. «Hava Naguilia (Dance, Everyone Dance)» | 2:40     |  |
| 6.       | «Jealous of You»                                                                 | 2:48     |  |
| 7.       | «Mama»                                                                           | 3:51     |  |

| Lado dos | |          |  |
| N.º      | Título | Duración |  |
| 1.       | «Smack Dab in the Middle» | 2:13     |  |
| 2.       | «Al Jolson Medley» - I. «You Made Me Love You» - II. «Swanee» - III. «Rock-a-Bye Your Baby» - IV. «My Mammy» - V. «Toot Toot Tootsie Goodby» | 7:36     |  |
| 3.       | «Medley» - I. «When the Saints Go Marching In» - II. «Bill Baily, Won't You Please Come Home»                                                | 3:23     |  |